# Lista de presidentes da Câmara Municipal de Porto Alegre
Esta é a lista de presidentes da Câmara Municipal de Porto Alegre, capital do Rio Grande do Sul, a partir da I Legislatura, em 1947.

## Lista de presidentes por legislatura
| N.º                           | Vereador                               | Imagem                                       | Partido                   | Início do mandato         | Fim do mandato            | Prefeito                                     | Ref.                      |
| I Legislatura (1947–1951)     | I Legislatura (1947–1951)              | I Legislatura (1947–1951)                    | I Legislatura (1947–1951) | I Legislatura (1947–1951) | I Legislatura (1947–1951) | I Legislatura (1947–1951)                    | I Legislatura (1947–1951) |
| ----------------------------- | -------------------------------------- | -------------------------------------------- | ------------------------- | ------------------------- | ------------------------- | -------------------------------------------- | ------------------------- |
| 1.º                           | Domingos Francisco Spolidoro           |                                              | PTB                       | 4 de dezembro de 1947     | 5 de abril de 1949        | Gabriel Pedro Moacyr (PSD) (1947–1948)       | [ 4 ]                     |
| 1.º                           | Domingos Francisco Spolidoro           | Ildo Meneghetti (PSD) (1948–1951)            | PTB                       | 4 de dezembro de 1947     | 5 de abril de 1949        |                                              | [ 4 ]                     |
| 2.º                           | Derly de Azevedo Chaves                |                                              | PSP                       | 5 de abril de 1950        | 16 de janeiro de 1951     | [ 5 ]                                        |                           |
| 2.º                           | Derly de Azevedo Chaves                | Eliseu Paglioli (PTB) (1951)                 | PSP                       | 5 de abril de 1950        | 16 de janeiro de 1951     | [ 5 ]                                        |                           |
| 3.º                           | Tasso Vieira de Faria                  |                                              | PTB                       | 23 de janeiro de 1951     | 5 de abril de 1951        | [ 6 ]                                        |                           |
| 4.º                           | José Antônio Aranha                    |                                              | UDN                       | 5 de abril de 1951        | 31 de dezembro de 1951    | [ 7 ]                                        |                           |
| 4.º                           | José Antônio Aranha                    | José Antônio Aranha (PTB) (1951–1952)        | UDN                       | 5 de abril de 1951        | 31 de dezembro de 1951    | [ 7 ]                                        |                           |
| II Legislatura (1952–1955)    |                                        |                                              |                           |                           |                           |                                              |                           |
| 5.º                           | Armando Temperani Pereira              |                                              | PTB                       | 1.º de janeiro de 1952    | 5 de abril de 1954        | Ildo Meneghetti (PSD) (1952–1954)            | [ 8 ]                     |
| 6.º                           | Ludolfo Boehl                          |                                              | UDN                       | 5 de abril de 1954        | 14 de fevereiro de 1955   | Ildo Meneghetti (PSD) (1952–1954)            | [ 9 ]                     |
| 6.º                           | Ludolfo Boehl                          | Ludolfo Boehl (UDN) (1954)                   | UDN                       | 5 de abril de 1954        | 14 de fevereiro de 1955   |                                              | [ 9 ]                     |
| 7.º                           | Roberto Landell de Moura               |                                              | PSD                       | 17 de fevereiro de 1955   | 5 de abril de 1955        | Manoel Osório da Rosa (PL) (1954–1955)       | [ 10 ]                    |
| 8.º                           | Martim Aranha                          |                                              | UDN                       | 5 de abril de 1955        | 14 de outubro de 1955     | Manuel Sarmanho Vargas (PTB) (1955)          | [ 11 ]                    |
| 9.º                           | Sereno Chaise                          |                                              | PTB                       | 14 de outubro de 1955     | 31 de dezembro de 1955    | Martim Aranha (UDN) (1955–1956)              | [ 12 ]                    |
| III Legislatura (1956–1959)   |                                        |                                              |                           |                           |                           |                                              |                           |
| 10.º                          | José Aloísio Filho                     |                                              | PTB                       | 1.º de janeiro de 1956    | 15 de março de 1957       | Leonel Brizola (PTB) (1956–1958)             | [ 13 ]                    |
| 11.º                          | Adaury Pinto Filippi                   |                                              | PSP                       | 15 de março de 1957       | 15 de março de 1958       | Leonel Brizola (PTB) (1956–1958)             | [ 14 ]                    |
| 12.º                          | Aldo Menotti Sirângelo                 |                                              | PTB                       | 15 de março de 1958       | 15 de março de 1959       | Tristão Sucupira Vianna (1958–1960)          | [ 15 ]                    |
| 13.º                          | Ephraim Pinheiro Cabral                |                                              | PTB                       | 15 de março de 1959       | 31 de dezembro de 1959    | Tristão Sucupira Vianna (1958–1960)          | [ 16 ]                    |
| IV Legislatura (1960–1963)    |                                        |                                              |                           |                           |                           |                                              |                           |
| 14.º                          | José Aloísio Filho                     |                                              | PTB                       | 1.º de janeiro de 1960    | 15 de março de 1961       | José Loureiro da Silva (1960–1964)           | [ 13 ]                    |
| 15.º                          | Alpheu Maximiliano Rodrigues Barcellos |                                              | UDN                       | 15 de março de 1961       | 5 de abril de 1962        | José Loureiro da Silva (1960–1964)           | [ 17 ]                    |
| 16.º                          | Alberto André                          |                                              | PL                        | 5 de abril a 1962         | 29 de dezembro de 1962    | José Loureiro da Silva (1960–1964)           | [ 18 ]                    |
| 17.º                          | João Lúcio Marques                     |                                              | PTB                       | 5 de abril de 1963        | 31 de dezembro de 1963    | José Loureiro da Silva (1960–1964)           | [ 19 ]                    |
| V Legislatura (1964–1968)     |                                        |                                              |                           |                           |                           |                                              |                           |
| 18.º                          | Célio Marques Fernandes                |                                              | PSD                       | 1.º de janeiro de 1964    | 9 de maio de 1964         | Sereno Chaise (PTB) (1964)                   | [ 20 ]                    |
| 19.º                          | Renato Souza                           |                                              | PTB                       | 9 de maio de 1964         | 31 de dezembro de 1965    | Célio Marques Fernandes (ARENA) (1964–1965)  | [ 21 ]                    |
| 19.º                          | Renato Souza                           | Renato Souza (MDB) (1965)                    | PTB                       | 9 de maio de 1964         | 31 de dezembro de 1965    |                                              | [ 21 ]                    |
| 19.º                          | Renato Souza                           | Célio Marques Fernandes (ARENA) (1965–1969)  | PTB                       | 9 de maio de 1964         | 31 de dezembro de 1965    |                                              | [ 21 ]                    |
| 20.º                          | José Aloísio Filho                     |                                              | PTB                       | 1.º de janeiro de 1966    | 31 de dezembro de 1968    | [ 13 ]                                       |                           |
| VI Legislatura (1969–1972)    |                                        |                                              |                           |                           |                           |                                              |                           |
| 21.º                          | José Aloísio Filho                     |                                              | MDB                       | 1.º de janeiro de 1969    | 31 de dezembro de 1972    | Telmo Thompson Flores (ARENA) (1969–1975)    | [ 13 ]                    |
| VII Legislatura (1973–1976)   |                                        |                                              |                           |                           |                           |                                              |                           |
| 22.º                          | José Aloísio Filho                     |                                              | MDB                       | 1.º de janeiro de 1973    | 15 de dezembro de 1973    | Telmo Thompson Flores (ARENA) (1969–1975)    | [ 13 ]                    |
| 23.º                          | José César de Mesquita                 |                                              | MDB                       | 15 de dezembro de 1973    | 30 de janeiro de 1977     | Telmo Thompson Flores (ARENA) (1969–1975)    | [ 22 ]                    |
| 23.º                          | José César de Mesquita                 | Guilherme Socias Villela (ARENA) (1975–1983) | MDB                       | 15 de dezembro de 1973    | 30 de janeiro de 1977     |                                              | [ 22 ]                    |
| VIII Legislatura (1977–1982)  |                                        |                                              |                           |                           |                           |                                              |                           |
| 24.º                          | Carlos Serafim Pessoa de Brum          |                                              | MDB                       | 30 de janeiro de 1977     | 26 de novembro de 1978    | Guilherme Socias Villela (ARENA) (1975–1983) | [ 23 ]                    |
| 25.º                          | Cleom Guatimozim                       |                                              | PTD                       | 30 de novembro de 1978    | 31 de dezembro de 1978    | Guilherme Socias Villela (ARENA) (1975–1983) | [ 24 ]                    |
| IX Legislatura (1983–1988)    |                                        |                                              |                           |                           |                           |                                              |                           |
| 26.º                          | Valdir Fraga                           |                                              | PDT                       | 31 de janeiro de 1983     | 15 de dezembro de 1984    | Guilherme Socias Villela (ARENA) (1975–1983) | [ 25 ]                    |
| 27.º                          | André Forster                          |                                              | MDB                       | 15 de dezembro de 1984    | 15 de dezembro de 1986    | João Dib (PDS) (1983–1986)                   | [ 26 ]                    |
| 28.º                          | Brochado da Rocha                      |                                              | MDB                       | 15 de dezembro de 1986    | 31 de dezembro de 1988    | Alceu Collares (PDT) (1986–1989)             | [ 27 ]                    |
| X Legislatura (1989–1992)     |                                        |                                              |                           |                           |                           |                                              |                           |
| 29.º                          | Valdir Fraga                           |                                              | PDT                       | 1.º de janeiro de 1989    | 1 de janeiro de 1991      | Olívio Dutra (PT) (1989–1992)                | [ 25 ]                    |
| 30.º                          | Antonio Hohlfeldt                      |                                              | PT                        | 1.º de janeiro de 1991    | 3 de janeiro de 1992      | Olívio Dutra (PT) (1989–1992)                | [ 28 ]                    |
| 31.º                          | Dilamar Machado                        |                                              | PDT                       | 6 de janeiro de 1992      | 31 de dezembro de 1992    | Olívio Dutra (PT) (1989–1992)                | [ 29 ]                    |
| XI Legislatura (1993–1996)    |                                        |                                              |                           |                           |                           |                                              |                           |
| 32.º                          | Wilton Araújo                          |                                              | PDT                       | 1.º de janeiro de 1993    | 3 de janeiro de 1994      | Tarso Genro (PT) (1993–1996)                 | [ 30 ]                    |
| 33.º                          | Luiz Braz                              |                                              | PTB                       | 3 de janeiro de 1994      | 2 de janeiro de 1995      | Tarso Genro (PT) (1993–1996)                 | [ 31 ]                    |
| 34.º                          | Airto Ferronato                        |                                              | PMDB                      | 2 de janeiro de 1995      | 3 de janeiro de 1996      | Tarso Genro (PT) (1993–1996)                 | [ 32 ]                    |
| 35.º                          | Isaac Ainhorn                          |                                              | PDT                       | 3 de janeiro de 1996      | 1 de janeiro de 1997      | Tarso Genro (PT) (1993–1996)                 | [ 33 ]                    |
| XII Legislatura (1997–2000)   |                                        |                                              |                           |                           |                           |                                              |                           |
| 36.º                          | Clovis Ilgenfritz                      |                                              | PT                        | 1.º de janeiro de 1997    | 5 de janeiro de 1998      | Raul Pont (PT) (1997–2000)                   | [ 34 ]                    |
| 37.º                          | Luiz Braz                              |                                              | PTB                       | 5 de janeiro de 1998      | 4 de janeiro de 1999      | Raul Pont (PT) (1997–2000)                   | [ 31 ]                    |
| 38.º                          | Nereu D’Avila                          |                                              | PDT                       | 4 de janeiro de 1999      | 11 de janeiro de 2000     | Raul Pont (PT) (1997–2000)                   | [ 35 ]                    |
| 39.º                          | João Motta                             |                                              | PT                        | 11 de janeiro de 2000     | 1 de janeiro de 2001      | Raul Pont (PT) (1997–2000)                   | [ 36 ]                    |
| XIII Legislatura (2001–2004)  |                                        |                                              |                           |                           |                           |                                              |                           |
| 40.º                          | Fernando Záchia                        |                                              | PMDB                      | 1.º de janeiro de 2001    | 30 de janeiro de 2002     | Tarso Genro (PT) (2001–2002)                 | [ 37 ]                    |
| 41.º                          | José Fortunati                         | José Fortunati                               | PDT                       | 30 de janeiro de 2002     | 2 de janeiro de 2003      | João Verle (PT) (2002–2005)                  | [ 38 ]                    |
| 42.º                          | João Dib                               |                                              | PP                        | 2 de janeiro de 2003      | 5 de janeiro de 2004      | João Verle (PT) (2002–2005)                  | [ 39 ]                    |
| 43.º                          | Margarete Moraes                       |                                              | PT                        | 5 de janeiro de 2004      | 1 de janeiro de 2005      | João Verle (PT) (2002–2005)                  | [ 40 ]                    |
| XIV Legislatura (2005–2008)   |                                        |                                              |                           |                           |                           |                                              |                           |
| 44.º                          | Elói Guimarães                         |                                              | PTB                       | 1.º de janeiro de 2005    | 2 de janeiro de 2006      | José Fogaça (PPS) (2005–2008)                | [ 41 ]                    |
| 45.º                          | Dr. Humberto Goulart                   |                                              | PDT                       | 2 de janeiro de 2006      | 2 de janeiro de 2007      | José Fogaça (PPS) (2005–2008)                | [ 42 ]                    |
| 46.º                          | Maria Celeste                          |                                              | PT                        | 2 de janeiro de 2007      | 3 de janeiro de 2008      | José Fogaça (PPS) (2005–2008)                | [ 43 ]                    |
| 47.º                          | Sebastião Melo                         | Sebastião Melo                               | PMDB                      | 3 de janeiro de 2008      | 1.º de janeiro de 2009    | José Fogaça (PPS) (2005–2008)                | [ 44 ]                    |
| XV Legislatura (2009–2012)    |                                        |                                              |                           |                           |                           |                                              |                           |
| 48.º                          | Sebastião Melo                         | Sebastião Melo                               | PMDB                      | 1.º de janeiro de 2009    | 4 de janeiro de 2010      | José Fogaça (PMDB) (2009–2010)               | [ 44 ]                    |
| 49.º                          | Nelcir Tessaro                         |                                              | PTB                       | 4 de janeiro de 2010      | 3 de janeiro de 2011      | José Fortunati (PT) (2010–2012)              | [ 45 ]                    |
| 50.º                          | Sofia Cavedon                          | Sofia Cavedon                                | PT                        | 3 de janeiro de 2011      | 2 de janeiro de 2012      | José Fortunati (PT) (2010–2012)              | [ 46 ]                    |
| 51.º                          | Mauro Zacher                           |                                              | PDT                       | 2 de janeiro de 2012      | 31 de dezembro de 2012    | José Fortunati (PT) (2010–2012)              | [ 47 ]                    |
| XVI Legislatura (2013–2016)   |                                        |                                              |                           |                           |                           |                                              |                           |
| 52.º                          | Dr. Thiago Duarte                      | Thiago Duarte                                | PDT                       | 1.º de janeiro de 2013    | 1.º de janeiro de 2014    | José Fortunati (PT) (2013–2016)              | [ 48 ]                    |
| 53.º                          | Professor Garcia                       |                                              | PSB                       | 2 de janeiro de 2014      | 4 de janeiro de 2015      | José Fortunati (PT) (2013–2016)              | [ 49 ]                    |
| 54.º                          | Mauro Pinheiro                         |                                              | PT                        | 5 de janeiro de 2015      | 3 de janeiro de 2016      | José Fortunati (PT) (2013–2016)              | [ 50 ]                    |
| 55.º                          | Cassio Trogildo                        |                                              | PTB                       | 4 de janeiro de 2016      | 1.º de janeiro de 2017    | José Fortunati (PT) (2013–2016)              | [ 51 ]                    |
| XVII Legislatura (2017–2020)  |                                        |                                              |                           |                           |                           |                                              |                           |
| 56.º                          | Cassio Trogildo                        |                                              | PTB                       | 1.º de janeiro de 2017    | 2 de janeiro de 2018      | Nelson Marchezan Jr. (PSDB) (2017–2020)      | [ 51 ]                    |
| 57.º                          | Valter Nagelstein                      |                                              | PMDB                      | 3 de janeiro de 2018      | 2 de janeiro de 2019      | Nelson Marchezan Jr. (PSDB) (2017–2020)      | [ 52 ]                    |
| 58.º                          | Mônica Leal                            |                                              | PP                        | 3 de janeiro de 2019      | 1.º de janeiro de 2020    | Nelson Marchezan Jr. (PSDB) (2017–2020)      | [ 53 ]                    |
| 59.º                          | Reginaldo Pujol                        | Reginaldo Pujol                              | DEM                       | 2 de janeiro de 2020      | 1.º de janeiro de 2021    | Nelson Marchezan Jr. (PSDB) (2017–2020)      | [ 54 ]                    |
| XVIII Legislatura (2021–2024) |                                        |                                              |                           |                           |                           |                                              |                           |
| 60.º                          | Márcio Bins Ely                        |                                              | PDT                       | 1.º de janeiro de 2021    | 3 de janeiro de 2022      | Sebastião Melo (MDB) (2021–2024)             | [ 55 ]                    |
| 61.º                          | Idenir Cecchim                         |                                              | MDB                       | 3 de janeiro de 2022      | 2 de janeiro de 2023      | Sebastião Melo (MDB) (2021–2024)             | [ 56 ]                    |
| 62.º                          | Hamilton Sossmeier                     |                                              | PTB                       | 2 de janeiro de 2023      | 1.º de janeiro de 2024    | Sebastião Melo (MDB) (2021–2024)             | [ 57 ]                    |
| 63.º                          | Mauro Pinheiro                         |                                              | PL                        | 1.º de janeiro de 2024    | 31 de dezembro de 2024    | Sebastião Melo (MDB) (2021–2024)             | [ 58 ]                    |
| XIX Legislatura (2025–2028)   |                                        |                                              |                           |                           |                           |                                              |                           |
| 64.º                          | Comandante Nádia                       | Comandante Nádia                             | PL                        | 1.º de janeiro de 2025    | atualmente                | Sebastião Melo (MDB) (2025–atualmente)       | [ 59 ]                    |

## Lista de partidos por presidência
| Partido                                 | Número de mandados | %      |
| --------------------------------------- | ------------------ | ------ |
| Partido Trabalhista Brasileiro (PTB)    | 22                 | 34,92% |
| Movimento Democrático Brasileiro (PMDB) | 12                 | 19,05% |
| Partido Democrático Trabalhista (PDT)   | 11                 | 17,46% |
| Partido dos Trabalhadores (PT)          | 7                  | 11,11% |
| União Democrática Nacional (UDN)        | 4                  | 6,35%  |
| Partido Social Progressita (PSP)        | 2                  | 3,17%  |
| Partido da Social Democracia (PSD)      | 2                  | 3,17%  |
| Partido Liberal (PL)                    | 2                  | 3,17%  |
| Partido Socialista Brasileiro (PSB)     | 1                  | 1,59%  |
| Progressistas (PP)                      | 1                  | 1,59%  |